# Madabeno
Madabeno (Madabenu) ist ein osttimoresischer Suco im Verwaltungsamt Laulara (Gemeinde Aileu). Madabeno ist der Verwaltungssitz des Verwaltungsamts Laulara.

## Geographie

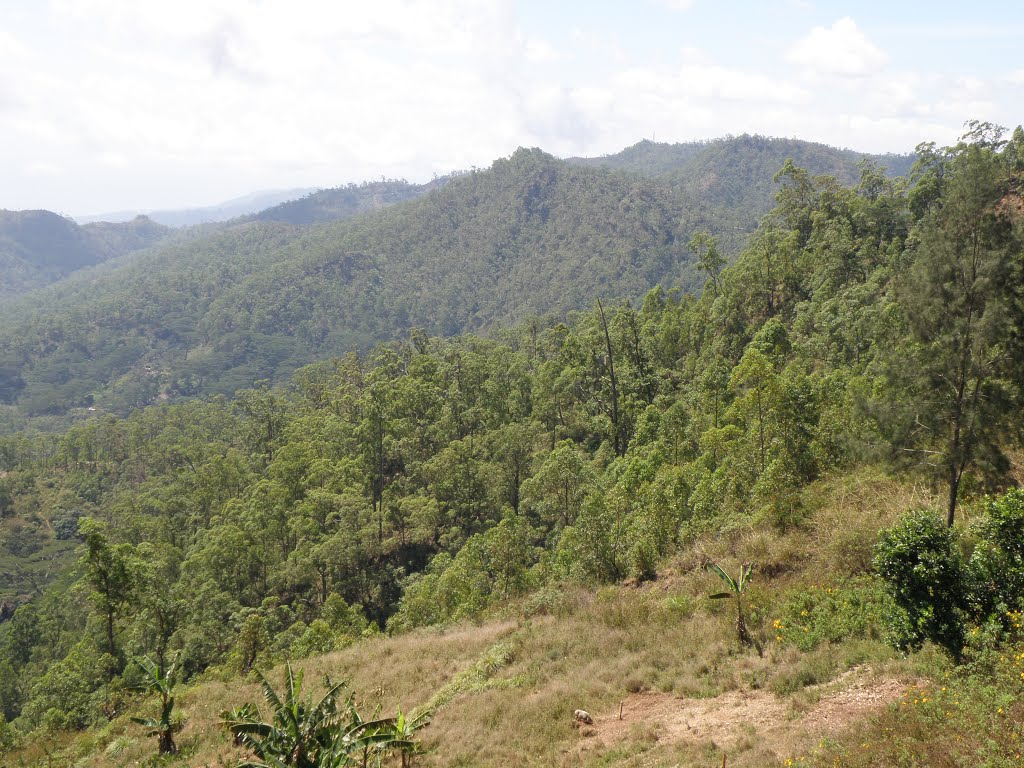
Blick von Turiscai nach Norden

Der Suco Madabeno liegt im Zentrum des Verwaltungsamts Laulara. Östlich und nördlich liegt der Suco Cotolau und westlich der Suco Tohumeta. Im Süden grenzt Madabeno an das Verwaltungsamt Aileu mit seinen Sucos Seloi Craic und Aissirimou. Entlang der Nordgrenze fließt in der Regenzeit der Bemos, ein Quellfluss des Rio Comoro. Der Suco teilt sich in die sechs Aldeias Belumhatu (Belumhato), Desmanhata, Lismori (Licimori), Manehalo (Manahalu), Manufoni und Remapati.
2004 wurde der südlich gelegene Suco Maneluma an Madabeno angegliedert. Er entspricht grob den heutigen Aldeias Belumhatu und Remapati. 2015 kamen in einer Verwaltungsreform Gebiete im Nordosten von Cotolau zu Madabeno. Sie bilden den Großteil der Aldeia Manufoni. Heute hat der Suco Madabeno eine Fläche von  12,72 km².
Durch den Süden führt die Überlandstraße von der Landeshauptstadt Dili zur Gemeindehauptstadt Aileu. An ihr liegen die Dörfer Turiscai (Mambai für „Stamm des Turibaums“), Manehalo, Belumhatu und Kotehu. Etwas nördlich liegen die Orte Lisimu und Matapati (bestehend aus den Ortsteilen Desmanhata und Remapati) und an der Ostgrenze das Dorf Manufoni.
Im Ort Madabeno befinden sich der Sitz des Sucos, die Katholische Grundschule (Escolas Basicas Centrais EPC) Besilau und die Grundschule Madabeno. In Manehalo stehen die Kapelle San Miguel und die Zentrale Grundschule (EBC) Bessilau. Ein „Haus der Riten“ (Uma Lisan) befindet sich in Malaeurhei und in Turiscai das Hauptquartier der Partei KOTA. Auch Lismori hat eine Grundschule.
Manehalo verfügt über eine medizinische Station und eine Grundschule, die Escola Primaria Catolica Madabeno. Eine weitere Grundschule gibt es in Manufoni.

## Einwohner
Im Suco leben 1.688 Einwohner (2022), davon sind 834 Männer und 854 Frauen. Im Suco gibt es 249 Haushalte. Über 88 % der Einwohner geben Tetum Prasa als ihre Muttersprache an. Knapp 12 % sprechen Mambai.

## Politik
Bei den Wahlen von 2004/2005 wurde Manuel Sarmento zum Chefe de Suco gewählt. Bei den Wahlen 2009 gewann Francisco Rodrigues Pereira und 2016 Afonso Hendrique.